# Акаки Хорава
Акаки Хорава (на грузински: აკაკი ხორავა) е грузински актьор и режисьор.
Роден е на 29 април (17 април стар стил) 1895 година в Очхомури, Кутаиска губерния. През 1915 година отива да следва медицина в Киевския университет, но след началото на Революцията от 1917 година се връща в Грузия. От 1919 година играе в малки театри, а от 1923 година – в Театър „Шота Руставели“, където става художествен ръководител (1936 – 1949) и директор (1949 – 1955). През този период режисира постановки, играе в киното, а от 1939 година преподава в Тбилиския театрален институт. От 1939 година е член на Комунистическата партия, през 1937 – 1958 година е депутат в грузинския парламент.
Акаки Хорава умира на 23 юни 1972 година в Тбилиси.